# Termoregulació
La termoregulació és la capacitat d'un organisme de mantenir la seva temperatura corporal dins uns límits, fins i tot quan la temperatura ambiental és molt diferent. Aquest procés és un aspecte de l'homeòstasi: un estat dinàmic d'estabilitat entre l'ambient intern d'un animal i el seu ambient extern (l'estudi d'aquests processos en zoologia ha rebut el nom d'ecofisiologia o ecologia fisiològica). Si el cos és incapaç de mantenir una temperatura normal i aquesta s'incrementa, es dona una condició coneguda com a xoc de calor. La condició oposada, quan la temperatura del cos decreix per sota d'uns nivells normals és la hipotèrmia.
Les característiques afectives i sensorials de la termoregulació, detectades gràcies a la interocepció, poden motivar determinades respostes comportamentals depenent de l'estat del cos.